# Dalma Gálfi
Dalma Rebeka Gálfi (nascida em 13 de agosto de 1998) é uma tenista profissional húngara.
Em 12 de setembro de 2022, ela alcançou o recorde de sua carreira no ranking mundial de simples na posição n° 79. Em 19 de setembro de 2022, ela alcançou a posição n° 126 no ranking de duplas WTA. Gálfi conquistou nove títulos de simples e dez títulos de duplas no Circuito Feminino da ITF.

## Vida pessoal e antecedentes
Galfi começou a jogar tênis quando tinha cinco anos. Seu pai tinha duas quadras de tênis e a ensinou a jogar tênis.

## Carreira júnior

### Resultados do Grand Slam Júnior - Simples:
- Australian Open: SF (2015)
- Aberto da França: 2R (2015)
- Wimbledon: 2R (2014)
- US Open: W (2015)

### Resultados do Grand Slam Júnior - Duplas:
- Australian Open: 2R (2015)
- Aberto da França: QF (2015)
- Wimbledon: V (2015)
- US Open: 2R (2014)

## Destaques na carreira

### 2013
Gálfi recebeu um "wild card" para o Budapest Grand Prix, onde fez sua estreia na chave principal do WTA Tour ao lado de Lilla Barzó [en] em duplas, apenas para perder para as campeãs do Aberto da França de 2011, Andrea Hlaváčková e Lucie Hradecká.

### 2015: Campeã Mundial Júnior da ITF
Em dezembro de 2015, Gálfi foi declarada Campeã Mundial Júnior da ITF. Naquele ano, ela conquistou o título feminino de simples no US Open e o título feminino de duplas (com Fanny Stollár) no Torneio de Wimbledon.

### 2021: estreia no Grand Slam
Em julho de 2021, Gálfi alcançou sua primeira semifinal do WTA Tour no Budapest Grand Prix como "wild card". Depois de vencer suas três primeiras partidas em sets diretos, perdeu a semifinal para Yulia Putintseva em jogo de três sets.
Seis anos depois de conquistar o título júnior no US Open em 2015, Gálfi se classificou, após oito tentativas, pela primeira vez para a chave principal de um torneio do Grand Slam no US Open.

### 2022: 100 melhores
Gálfi alcançou o top 100 em 4 de abril de 2022 no n° 97. Depois de ganhar seu primeiro título em quadra de grama da ITF, o Ilkley Trophy de 2022 em junho, com jogos de três sets desde as quartas de final. Ela alcançou um novo recorde na carreira, ficando em 81º lugar no mundo.

### 2023: Estreia no Australian Open e Madrid Open, terceira rodada de Wimbledon
No Upper Austria Ladies Linz de 2023, Gálfi chegou às quartas de final vinda da qualificatória derrotando a sétima cabeça-de-chave Bernarda Pera e a "wild card" Eva Lys [en].
No Indian Wells Open, Gálfi se classificou como "lucky loser" e derrotou a número 31 do mundo, Danielle Collins, para sua segunda vitória na carreira neste nível de torneio.
Em Wimbledon, Gálfi chegou pela primeira vez à terceira rodada neste Major, após derrotar Linda Nosková e Jule Niemeier [en].

### 2024
Gálfi iniciou a temporada tentando se qualificar para o Australian Open, porém perdeu na segunda rodada da qualificatória. Em Hua Hin, Tailândia, ela alcançou sua terceira quarta de final na carreira depois de passar pela qualificatória, e a primeira em quadras duras ao ar livre, derrotando a quinta cabeça de chave Wang Xiyu, mas acabou perdendo para a eventual campeã Diana Shnaider em sets diretos. No torneio de La Bisbal d'Empordà, ela chegou às semifinais onde perdeu para María Lourdes Carlé [en], jogo do qual foi forçada a desistir por contusão. Depois de mais alguns insucessos, tentou o Aberto da França, no qual passou pela qualificatória como uma "lucky loser", mas perdeu na primeira rodada da chave principal para a cabeça de chave N° 32, Kateřina Siniaková, em sets diretos porém equilibrados. Seu próximo compromisso, foi o Libéma Open, no qual chegou às semifinais, onde perdeu para Bianca Andreescu em sets diretos.

## Finais da ITF (11–8)

### Simples: 8 (7 títulos, 1  vice)
| Legenda              |
| -------------------- |
| torneios de $100,000 |
| torneios de $75,000  |
| torneios de $50,000  |
| torneios de $25,000  |
| torneios de $15,000  |
| torneios de $10,000  |

| Finais por piso |
| --------------- |
| Duro (7–1)      |
| Saibro (0–0)    |
| Grama (0–0)     |
| Carpete (0–0)   |

| Status | N° | Data     | Torneio                    | Piso | Oponente                   | Placar              |
| ------ | -- | -------- | -------------------------- | ---- | -------------------------- | ------------------- |
| Venceu | 1. | Out 2014 | ITF Heraklion, Grécia      | Duro | Julia Grabher              | 6–3, 6–0            |
| Venceu | 2. | Nov 2014 | ITF Heraklion, Grécia      | Duro | Valentini Grammatikopoulou | 6–2, 4–6, 7–6(7–4)  |
| Venceu | 3. | Mar 2015 | ITF Solarino, Itália       | Duro | Gloria Liang               | 6–4, 7–6(7–0)       |
| Venceu | 4. | Set 2015 | ITF Tweed Heads, Austrália | Duro | Storm Sanders              | 6–2, 3–6, 6–1       |
| Venceu | 5. | Out 2015 | ITF Cairns, Austrália      | Duro | Olivia Tjandramulia        | 6–4, 6–7(9–11), 6–1 |
| Venceu | 6. | Out 2016 | ITF Toowoomba, Austrália   | Duro | Katy Dunne                 | 6–2, 6–4            |
| Venceu | 7. | Out 2016 | ITF Chenzhou, China        | Duro | Riko Sawayanagi            | 6–0, 6–4            |
| Perdeu | 1. | Nov 2016 | ITF Tokyo, Japão           | Duro | Zhang Shuai                | 6–4, 6–7(2–7), 2–6  |

### Duplas: 11 (4 títulos, 7  vices)
| Legenda              |
| -------------------- |
| torneios de $100,000 |
| torneios de $75,000  |
| torneios de $50,000  |
| torneios de $25,000  |
| torneios de $15,000  |
| torneios de $10,000  |

| Finais pela superfície |
| ---------------------- |
| Duro (4–4)             |
| Saibro (0–2)           |
| Grama (0–1)            |
| Carpete (0–0)          |

| Status | N° | Data     | Torneio                | Piso   | Parceira           | Oponentes                                      | Placar                |
| ------ | -- | -------- | ---------------------- | ------ | ------------------ | ---------------------------------------------- | --------------------- |
| Perdeu | 1. | Out 2014 | Heraklion, Grécia      | Duro   | Anna Bondár        | Réka Luca Jani Julia Stamatova                 | 4–6, 4–6              |
| Venceu | 1. | Nov 2014 | Heraklion, Grécia      | Duro   | Anna Bondár        | Martina Bašić Tena Lukas                       | 4–6, 6–3, [10–8]      |
| Venceu | 2. | Mar 2015 | Solarino, Itália       | Duro   | Anna Bondár        | Sofiya Kovalets Janina Toljan                  | 6–3, 6–2              |
| Perdeu | 2. | Set 2015 | Tweed Heads, Austrália | Duro   | Priscilla Hon      | Kimberly Birrell Tammi Patterson               | 7–6(7–3), 3–6, [8–10] |
| Venceu | 3. | Abr 2016 | Heraklion, Grécia      | Duro   | Cristiana Ferrando | Kseniia Bekker Raluca Șerban                   | 6–4, 5–7, [14–12]     |
| Perdeu | 3. | Mai 2016 | Kurume, Japão          | Grama  | Xu Shilin          | Hsu Ching-wen Ksenia Lykina                    | 6–7(5–7), 2–6         |
| Perdeu | 4. | Ago 2016 | Bükfürdő, Hungria      | Saibro | Réka Luca Jani     | Georgina García Pérez Fanny Stollár            | 3–6, 6–7(4–7)         |
| Venceu | 4. | Out 2016 | Toowoomba, Austrália   | Duro   | Viktória Kužmová   | Gabriela Cé Tereza Mihalíková                  | 6–4, 7–6(7–4)         |
| Perdeu | 5. | Jun 2017 | Marselha, França       | Saibro | Dalila Jakupović   | Natela Dzalamidze Veronika Kudermetova         | 6–7(5–7), 4–6         |
| Perdeu | 6. | Fev 2018 | Glasgow, Reino Unido   | Duro   | Katarzyna Piter    | Ysaline Bonaventure Valentini Grammatikopoulou | 5–7, 4–6              |
| Perdeu | 7. | Mar 2018 | Toyota, Japão          | Duro   | Rika Fujiwara      | Choi Ji-hee Kim Na-ri                          | 2–6, 3–6              |

## Finais Júniores do Grand Slam

### Simples Femininas
| Status | Ano  | Torneio | Piso | Oponente    | Placar   |
| ------ | ---- | ------- | ---- | ----------- | -------- |
| Venceu | 2015 | US Open | Duro | Sofia Kenin | 7–5, 6–4 |

### Duplas Femininas
| Status | Ano  | Torneio   | Piso  | Parceira       | Oponentes                    | Placar        |
| ------ | ---- | --------- | ----- | -------------- | ---------------------------- | ------------- |
| Perdeu | 2014 | Wimbledon | Grama | Marie Bouzková | Tami Grende Ye Qiuyu         | 2–6, 6–7(5–7) |
| Venceu | 2015 | Wimbledon | Grama | Fanny Stollár  | Vera Lapko Tereza Mihalíková | 6–3, 6–2      |